# Oscinella brincki
Oscinella brincki är en tvåvingeart som beskrevs av Curtis W. Sabrosky 1959. Oscinella brincki ingår i släktet Oscinella och familjen fritflugor. Inga underarter finns listade i Catalogue of Life.